# 吴挺墓
吴挺墓，位于中国甘肃省成县，为一个全国重点文物保护单位，类型为古墓葬。
吴挺墓的历史年代为南宋。